# Heidemarie Leingang
Heidemarie Leingang (* 1960 in Steyr; † 9. Oktober 2022) war eine österreichische Schriftstellerin.

## Leben
Heidemarie Leingang absolvierte eine kaufmännische Büro- und Versicherungsausbildung, lebte in Haidershofen und war Mutter eines Sohnes.

## Werke
- Bedingt gültig, Lyrik. Arovell Verlag, Gosau 2009, ISBN 978-3-902547-83-5
- Durchscheinend: in einander Platz finden, Lyrik. Arovell Verlag, Gosau 2006, ISBN 3-901435-85-9